# Селарджус
Села̀рджус (на италиански: Selargius; на сардински: Ceraxus, Черажус) е град и община в Южна Италия, провинция Каляри, автономен регион и остров Сардиния. Разположен е на 10 m надморска височина. Населението на общината е 29 169 души (към 2010 г.).